# Ludwik Turowski
Ludwik Turowski (27 de julho de 1901 — 14 de setembro de 1973) foi um ciclista de pista polonês. Competiu representando seu país, Polônia, nos Jogos Olímpicos de Verão de 1928 em Amsterdã, onde terminou em quinto lugar prova tandem.